# Crary Ice Rise
Der Crary Ice Rise ist die südlichste Eiskuppel der Erde. Er liegt im südzentralen Teil des Ross-Schelfeises vor der Siple-Küste in der antarktischen Ross Dependency. Er ragt zwischen der Roosevelt-Insel und dem Transantarktischen Gebirge auf.
Wissenschaftler des Ross-Schelfeis-Projekts erkundeten die Eiskuppel in den 1970er Jahren im Rahmen des United States Antarctic Research Program und benannten sie. Namensgeber ist der US-amerikanische Geophysiker Albert P. Crary (1911–1987), der ab 1957 in vielfacher Position in Antarktika tätig war.